# Dasysphinx
Dasysphinx is een geslacht van vlinders van de familie spinneruilen (Erebidae), uit de onderfamilie Arctiinae.

## Soorten
- D. baroni Rothschild, 1910
- D. boettgeri Rothschild, 1911
- D. bombiformis Rothschild, 1911
- D. buckleyi Druce, 1883
- D. flavibasis Gaede, 1926
- D. garleppi Rothschild, 1911
- D. herodes Druce, 1883
- D. leuce Maassen, 1890
- D. mucescens Felder, 1869
- D. ockendeni Rothschild, 1910
- D. ozora Druce, 1883
- D. pilosa Rothschild, 1910
- D. rubrilatera Gaede, 1926
- D. semicincta Dognin, 1914
- D. tarsipuncta Schaus, 1905
- D. torquata Druce, 1883
- D. volatilis Schaus